# Station Stéhoux
Station Stéhoux is een voormalige spoorweghalte langs spoorlijn 96 (Brussel - Bergen - Quévy) in de Belgische gemeente Tubeke (Frans: Tubize). Het werd in juni 1984 gesloten.

## Aantal instappende reizigers
De grafiek en tabel geven het gemiddeld aantal instappende reizigers weer op een week-, zater- en zondag.
| Tabel: aantal instappende reizigers station Stéhoux | Tabel: aantal instappende reizigers station Stéhoux | Tabel: aantal instappende reizigers station Stéhoux | Tabel: aantal instappende reizigers station Stéhoux |
|                                                     | Weekdag                                             | Zaterdag                                            | Zondag                                              |
| --------------------------------------------------- | --------------------------------------------------- | --------------------------------------------------- | --------------------------------------------------- |
| 1977                                                | 63                                                  | 22                                                  | 12                                                  |
| 1978                                                | 55                                                  | 20                                                  | 16                                                  |
| 1979                                                | 59                                                  | 23                                                  | 15                                                  |
| 1980                                                | 45                                                  | 12                                                  | 4                                                   |
| 1981                                                | 64                                                  | 8                                                   | 9                                                   |
| 1982                                                | 54                                                  | 10                                                  | 5                                                   |
| 1983                                                | 58                                                  | 4                                                   | 3                                                   |

0,0: Brussel-Zuid ·
3,9: Vorst-Zuid ·
6,0: Ruisbroek ·
9,1: Lot ·
11,1: Buizingen ·
13,6: Halle ·
16,0: Lembeek ·
18,1: Tubeke-Noord ·
18,7: Tubeke ·
20,9: Stéhoux ·
23,7: Hennuyères ·
25,5: Hennuyères-Village ·
29,6: 's-Gravenbrakel ·
35,8: Zinnik ·
41,1: Neufvilles ·
44,8: Masnuy-Saint-Pierre ·
48,6: Jurbeke ·
51,6: Erbisoeul ·
54,6: Ghlin ·
57,5: Nimy-Maisières ·
60:3: Bergen ·
62,2: Cuesmes ·
67,1: Frameries ·
69,4: Genly ·
71,2: Blaregnies ·
74,9: Quévy